# Akcja Treblinka
Akcja „Treblinka” – fałszerstwo historyczne sprokurowane przez Władysława Rażmowskiego ps. „Poraj” oraz współpracujących z nim polskich kombatantów, spopularyzowane przez historyka Jana Gozdawę-Gołębiowskiego. Celem fałszerstwa było udowodnienie kluczowej roli, którą „Poraj” i dowodzony przezeń oddział partyzancki Armii Krajowej rzekomo mieli odegrać podczas buntu żydowskich więźniów obozu zagłady w Treblince w sierpniu 1943 roku.
Pojawienie się tego fałszerstwa w publicznym obiegu było najprawdopodobniej pokłosiem antysemickiej kampanii marca 1968 roku. Przez wiele lat przedstawiona przez Rażmowskiego wersja wydarzeń nie była w Polsce publicznie kwestionowana, obecnie jest jednak powszechnie uznawana za niewiarygodną. Kwestia działań, które AK rzeczywiście podjęła względem obozu i jego więźniów, pozostaje natomiast przedmiotem sporu historyków.

## Powstanie w Treblince

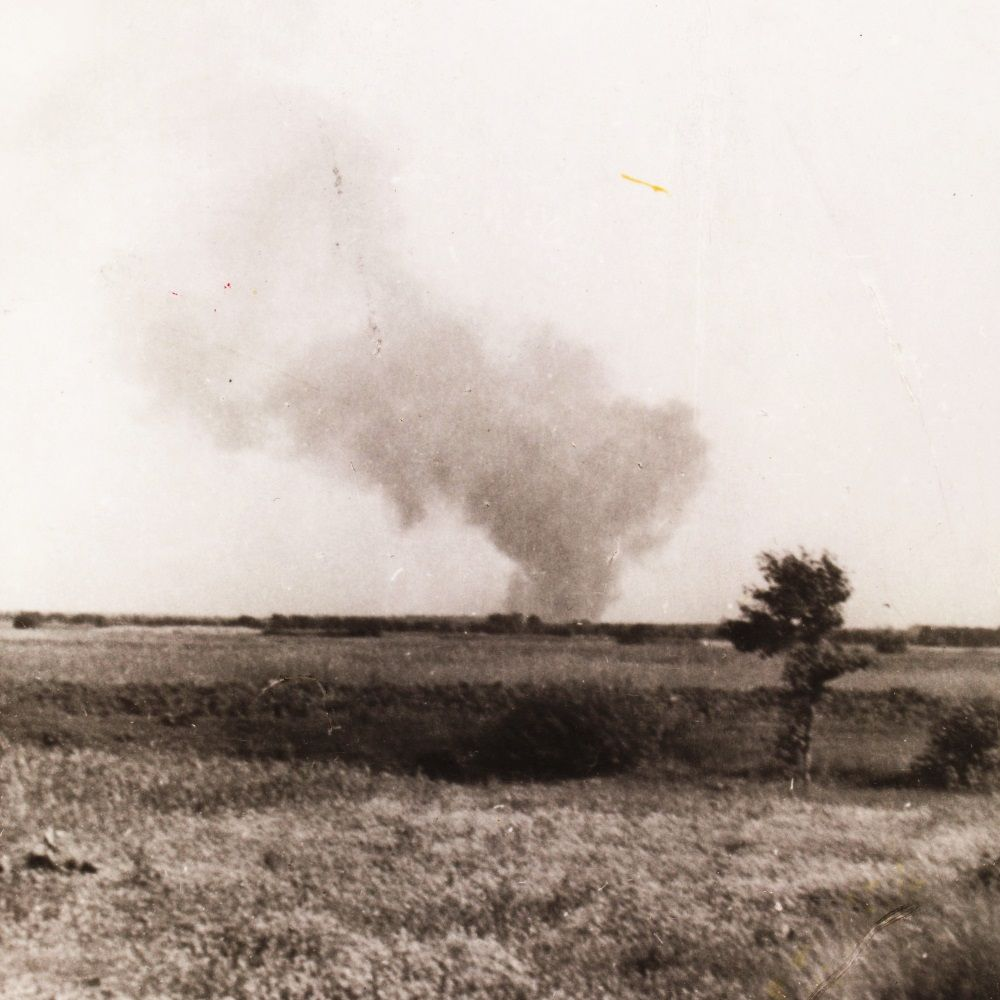
Obóz w Treblince podpalony przez zbuntowanych więźniów na fotografii Franciszka Ząbeckiego

W czasie II wojny światowej na terenie gminy Kosów, nieopodal wsi i stacji kolejowej Treblinka, okupanci niemieccy utworzyli obóz zagłady dla ludności żydowskiej (SS-Sonderkommando Treblinka). Był to jeden z trzech obozów śmierci utworzonych w ramach akcji „Reinhardt”. Funkcjonował od lipca 1942 roku do listopada 1943 roku. Przy użyciu komór gazowych niemieccy naziści masowo eksterminowali w nim Żydów przywożonych z gett w okupowanej Polsce, w tym z getta warszawskiego. W obozie byli również mordowani Żydzi, których przywożono z innych państw okupowanych przez III Rzeszę. Dokładna liczba ofiar nie jest znana. Historycy szacują, że w Treblince zostało zgładzonych od 700 do 900 tys. Żydów.
Z przychodzących na miejsce transportów wyłączano niewielką liczbę Żydów, przede wszystkim fachowców oraz młodych mężczyzn, których następnie zatrudniano w obozowych komandach roboczych. Więźniów tych esesmani określali mianem „Żydów pracujących” (niem. Arbeitsjuden). Wykonywali oni rozmaite prace na rzecz obozu i jego załogi, a także byli zmuszani przez Niemców do bezpośredniego udziału w procesie eksterminacji. Do ich zadań należało m.in. wyprowadzanie ofiar z wagonów, doprowadzanie ich do przebieralni, sortowanie zagrabionych ubrań i przedmiotów, obcinanie włosów prowadzonym na śmierć kobietom. W najtragiczniejszym położeniu znajdowało się kilkuset Żydów, których osadzono w strefie zagłady, potocznie zwanej „górnym obozem” lub „obozem umarłych” (niem. Totenlager, yid.Tojtlager). Ich zadaniem było bowiem opróżnianie i uprzątanie komór gazowych, wyrywanie złotych zębów martwym ofiarom, grzebanie zwłok w masowych grobach (później ich palenie). „Żydzi pracujący” – docelowo również skazani na śmierć – byli narażeni na głód, choroby oraz bestialstwo strażników.
Na przełomie lutego i marca 1943 roku grupa więźniów Treblinki zawiązała obozową konspirację. Jej nieformalnym liderem był Julian Chorążycki (lekarz medycyny z Warszawy, kapitan WP), a ekspertem ds. wojskowych – Želomir „Želo” Bloch (oficer armii czechosłowackiej). Po śmierci Chorążyckiego dowództwo nad ruchem oporu objął „starszy obozu”, inż. Marceli Galewski. Konspiratorzy zdecydowali się podjąć walkę, gdyż akcja eksterminacyjna w Treblince dobiegała końca, co oznaczało, że niepotrzebni już więźniowie wkrótce mogą zostać wymordowani. Powstanie wybuchło 2 sierpnia 1943 roku. Konspiratorom udało się niepostrzeżenie wydobyć broń z niemieckiego magazynu, lecz z powodu przedwczesnego rozpoczęcia walki nie zdołali uzyskać pełnego zaskoczenia i przejąć kontroli nad obozem. W trakcie walki i chaotycznej ucieczki zginęło od 350 do 400 Żydów. Powstańcom udało się zranić jednego Niemca, zabić lub zranić kilku wachmanów oraz podpalić część obozowych budynków. Tego dnia ok. 400 Żydów zdołało zbiec z obozu. Końca okupacji doczekało ok. 70.

## Rzekoma akcja „Treblinka”

### Relacja Władysława Rażmowskiego
Sprawę rzekomego udziału Armii Krajowej w powstaniu więźniów Treblinki po raz pierwszy wprowadził do publicznego obiegu Władysław Rażmowski ps. „Poraj” – kombatant, w czasie wojny zastępca komendanta Obwodu Węgrów AK, a zarazem dowódca oddziału partyzanckiego, który operował w okolicach Treblinki. W 1969 roku na łamach kwartalnika „Dzieje Najnowsze”, wydawanego przez Instytut Historii PAN, opublikowano jego relację zatytułowaną Akcja Treblinka.
Autor twierdził, że Armia Krajowa przygotowywała atak na obóz. Zanim jednak dowództwo wydało stosowne rozkazy, w lipcu 1943 roku z „Porajem” skontaktował się jego przedwojenny przyjaciel – Kazimierz Grodzicki (komunista, działacz PPR), prosząc o pomoc w wydostaniu z obozu zagłady „niektórych powstańców getta warszawskiego”. Rażmowski miał bez wiedzy przełożonych wyrazić zgodę, po czym osobiście przystąpić do rozpoznania obozu i jego okolic. Atak zamierzano skoordynować z buntem wewnątrz obozu. W tym celu z więźniami nawiązano kontakt, rzekomo za pośrednictwem Żyda sprowadzonego przez Grodzickiego z Warszawy, który dobrowolnie zgłosił się do obozu. Człowiek ten miał jakoby powiadomić obozową konspirację, że walka rozpocznie się 2 sierpnia o godzinie 12:00.
Do udziału w ataku „Poraj” miał wyznaczyć trzy plutony, z których każdy wywodził się z innego powiatu, ale wszystkie operowały pod jego ogólnym dowództwem. Miały one łącznie liczyć 52 partyzantów, uzbrojonych w karabiny i broń maszynową. Rażmowski relacjonował, że stanowiska wyjściowe do ataku zajęto około godziny 11:00. Około 12:00 w obozie miała wybuchnąć „bezładna strzelanina i wrzawa”, po czym tłum więźniów wybiegł przez obozową bramę, kierując się w kierunku polskich stanowisk. Jak się później rzekomo miało okazać, Żydzi wszczęli bunt, gdy Niemcy zaczęli prowadzić ich do komór gazowych. Na ten widok jeden z polskich pododdziałów miał obłożyć ogniem wieżyczki strażnicze, a członkowie dwóch pozostałych zaczęli dzielić uciekinierów na mniejsze grupy i przydzielać im przewodników. Obozowa załoga miała podjąć próbę pościgu, jednakże celny ostrzał polskich partyzantów nie pozwolił strażnikom wyjść poza bramę. Ostatecznie, po trwającej blisko godzinę walce, polscy partyzanci mieli się wycofać bez strat własnych. Później mieli jeszcze pomóc blisko 200 Żydom w ucieczce i przeprawie przez Bug.
Kolejną relację na temat akcji „Treblinka” Rażmowski opublikował w 1990 roku. Różni się ona w wielu szczegółach od jego pierwotnej wersji z 1969 roku. „Poraj” podał w niej, że bunt w obozie rozpoczął się o godzinie 16:00 (co było bliższe prawdzie historycznej). Owo opóźnienie w stosunku do pierwotnego planu (opisanego w relacji z 1969 roku) miało jakoby wynikać z faktu, że żydowscy konspiratorzy oczekiwali na powrót grupy kolegów, którzy tego dnia pracowali poza obozem. Rażmowski utrzymywał jednocześnie, że samodzielnie opanował chaos, który ogarnął uciekający tłum więźniów. Twierdził ponadto, że w końcowej fazie starcia do walki samorzutnie włączył się oddział partyzancki pod dowództwem por. Stanisława Siwka ps. „Śliwa”, który nieświadom planowanej akcji odbywał tego dnia ćwiczenia nad Bugiem. „Śliwa” i jego żołnierze mieli pomóc żydowskim uciekinierom w przeprawie przez rzekę, a następnie wdać się w walkę z niemieckim pościgiem.

### Publikacje Jana Gozdawy-Gołębiowskiego
Historię sprokurowaną przez Rażmowskiego spopularyzował Jan Gozdawa-Gołębiowski – historyk, weteran Armii Krajowej. W swych publikacjach bazował on przede wszystkim na wspomnieniach „Poraja”, które jednakże uzupełnił o dodatkowe elementy, miejscami znacznie modyfikując przedstawiony przez kombatanta przebieg wydarzeń. Gozdawa-Gołębiowski napisał na ten temat co najmniej cztery teksty, które między 1973 a 2002 rokiem były publikowane zarówno w źródłach o charakterze naukowym, jak i nienaukowym (w tym jeden w prasie polonijnej).
Rzekomej akcji „Treblinka” Gozdawa-Gołębiowski poświęcił m.in. jeden z podrozdziałów swej monografii Obszar Warszawski Armii Krajowej (1992). W tekście tym podał, że już na przełomie 1942 i 1943 roku komendant Inspektoratu Rejonowego I Podokręgu „Wschód” Obszaru Warszawskiego AK, mjr Bronisław Patlewicz ps. „Nieczuja”, wydał rozkaz szkolenia oddziałów dywersyjnych, których zadaniem miało być wyzwolenie obozu. Armii Krajowej rzekomo udało się nawiązać kontakt z obozową konspiracją, a nawet przerzucić do obozu kilkadziesiąt pistoletów i cztery pistolety maszynowe Sten.
Pierwsza nieudana próba ataku na obóz rzekomo miała miejsce nieustalonego dnia w kwietniu 1943 roku, przy czym autor twierdził, że najprawdopodobniej podjęto ją bez wiedzy inspektora „Nieczui”. Akcją tą miał kierować ppor. Franciszek Pieniak ps. „Przebój”, a w rejon Treblinki ściągnięto w tym celu pluton z obwodu Sokołów Podlaski pod dowództwem Henryka Oleksiaka ps. „Wichura”, a także oddział dywersyjny pod dowództwem Lucjana Gawrysia ps. „Ryś”. Ostatecznie atak nie doszedł do skutku, gdyż na podstawie wyników rozpoznania, a według innej wersji – na skutek podniesienia alarmu przez Niemców – „Przebój” uznał, że akcja jest niewykonalna. Niemniej pluton „Wichury” miał rzekomo przed przystąpieniem do odwrotu ostrzelać i obrzucić granatami obozową bramę. Mniej więcej w tym samym czasie w obozie zginął przywódca konspiracji dr Julian Chorążycki, co sparaliżowało przygotowania do powstania. Tym samym, jak konkludował Gozdawa-Gołębiowski, „zarówno po jednej, jak i po drugiej stronie akcję równocześnie odwołano”.
Na początku czerwca 1943 roku dowódca Podokręgu „Wschód” płk Hieronim Suszczyński ps. „Szeliga” miał przekazać do dowództwa Obszaru Warszawskiego AK nowy plan ataku na Treblinkę. Tym razem rzekomo zaplanowano, że zadanie to zostanie powierzone oddziałowi partyzanckiemu dowodzonemu przez „Poraja”. Gozdawa-Gołębiowski twierdził, że nie wiadomo jaka była ostatecznie decyzja dowództwa Obszaru. Następnie przytaczał wersję „Poraja”, wedle której do ataku na Treblinkę rzekomo doszło na skutek samowolnej decyzji tego ostatniego, podjętej pod wpływem próśb komunisty Kazimierza Grodzickiego. Powielił także historię o rzekomym nawiązaniu kontaktów z obozową konspiracją za pośrednictwem Żyda, który po utracie rodziny dobrowolnie zgłosił się do obozu. Chcąc zapewne osłonić „Poraja” przed zarzutem całkowitej niesubordynacji, historyk usiłował jednak przekonać czytelnika, że decyzja o ataku nie była całkowicie sprzeczna z przeprowadzanymi przez AK przygotowaniami do akcji ataku na obóz.
2 sierpnia około godziny 11:00 pod obozem miały się niepostrzeżenie rozlokować trzy oddziały AK pod ogólnym dowództwem „Poraja”, liczące łącznie 52 partyzantów. Termin ucieczki miał być wyznaczony na 12:00, jednakże przez kilka godzin w obozie panował spokój. Dopiero około 16:00 w części administracyjnej wybuchła gwałtowna strzelanina. Rzekomo okazało się bowiem, że ucieczka zaplanowana przez Grodzickiego i obecność oddziału „Poraja” pod obozem zbiegły się z buntem żydowskich więźniów. Przywódcy konspiracji – nieświadomi planów Polaków – mieli przypadkowo wyznaczyć jego termin na ten sam dzień. Tym samym, to „szczęśliwy zbieg okoliczności” miał rzekomo „uratować życie kilkuset ludzi”. W dalszej części wersja Gozdawa-Gołębiowskiego pokrywa się z relacją „Poraja”. Polscy partyzanci mieli związać walką zaskoczonych Niemców i umożliwić kilkuset Żydom ucieczkę. W tym samym tekście pojawia się również informacja o przypadkowym udziale w akcji oddziału por. „Śliwy” i pomocy, którą jego żołnierze udzielili Żydom w przeprawie przez Bug.
O ile Rażmowski w swych relacjach opisywał rzekomą akcję „Treblinka” w kategoriach sukcesu, o tyle Gozdawa-Gołębiowski uznawał, że zakończyła się ona niepowodzeniem, gdyż polskim partyzantom i żydowskim powstańcom nie udało się zniszczyć obozu i uwolnić wszystkich więźniów.

### Wzmianki w innych publikacjach
W 1977 roku nakładem Instytutu Wydawniczego „Pax” wydano wspomnienia Franciszka Ząbeckiego pt. Wspomnienia dawne i nowe. Autor – w czasie wojny członek Armii Krajowej, pracujący jako dyżurny ruchu na stacji Treblinka – nie wspomniał o rzekomym ataku polskich partyzantów na obóz zagłady. Twierdził jedynie, że rozważano przeprowadzenie takiej akcji i w tym celu powierzono mu zadanie sporządzenia planu obozu. Ostatecznie projekt ten z nieznanych przyczyn miał jednak zostać zarzucony. Ząbecki potwierdzał jednocześnie, że 2 sierpnia 1943 roku oddział por. „Śliwy” pomógł grupie uciekinierów w przeprawie przez Bug.
Zygmunt Zonik w pracy Najtrudniejszy front. Krótki zarys historii ruchu oporu w systemie hitlerowskich obozów koncentracyjnych (Książka i Wiedza, 1978) powołał się na artykuły Gozdawy-Gołębiowskiego na temat rzekomej akcji „Treblinka”. Uczynił to jednak przede wszystkim w celu polemiki z twierdzeniami Jean-François Steinera na temat liczby Żydów, którym udało się przeżyć ucieczkę z Treblinki. W sprawie ustaleń Gozdawy-Gołębiowskiego, dotyczących rzekomego przemytu broni do obozu oraz propozycji „pomocy więźniom w zamierzonej ucieczce poprzez danie osłony ogniowej”, nie zajął natomiast wyraźnego stanowiska, komentując jedynie, iż „z relacji wynika, że plan ten został jedynie częściowo zrealizowany”.
W 1993 roku w artykule Powstania zbrojne w obozach zagłady w Treblince i Sobiborze, który ukazał się na łamach „Biuletynu Głównej Komisji Badania Zbrodni przeciwko Narodowi Polskiemu”, Stanisława Lewandowska wspomniała o udziale polskich partyzantów w buncie w Treblince, dodając jednak w innym miejscu, że „negatywny – jak dotąd – wynik kwerendy” nie pozwala potwierdzić, że takie wydarzenia rzeczywiście miały miejsce.
Upłynęło wiele lat nim historia rzekomej akcji „Treblinka” została jednoznacznie zakwestionowana przez polskie środowisko naukowe. W 2007 roku sprawę tę opisał krytycznie Dariusz Libionka w jednym z rozdziałów książki Prowincja noc. Życie i zagłada Żydów w dystrykcie warszawskim. Szerszej publiczności historię fałszerstwa przybliżył natomiast Michał Wójcik w książce Treblinka ’43. Bunt w fabryce śmierci (2018).

### Geneza fałszerstwa
Powód, dla którego grupa kombatantów i historyków zdecydowała się sprokurować fałszywą historię o udziale Armii Krajowej w powstaniu w Treblince, nie jest do końca jasny. Michał Wójcik zwraca uwagę, że relacja Rażmowskiego została po raz pierwszy opublikowana w 1969 roku, tj. rok po wydarzeniach marca 1968 roku, które poza granicami Polski zapoczątkowały debatę na temat polskiego antysemityzmu i postaw Polaków wobec Żydów w czasie II wojny światowej. Przypuszcza stąd, że celem autorów fałszerstwa była swoiście pojmowana „obrona dobrego imienia Polski i Polaków”.
Dariusz Libionka ocenia, że „polskie relacje na temat zaangażowania w Treblince pojawiły się nieprzypadkowo i miały odegrać określoną rolę propagandową”. Alicja Gontarek wiąże opublikowanie relacji Rażmowskiego w „Dziejach Najnowszych” z akcją propagandową podjętą przez władze PRL po wydarzeniach marcowych, której celem było wyolbrzymienie pomocy niesionej Żydom przez Polaków w czasie II wojny światowej. Jako „znak czasu propagandy PRL” wskazuje zwłaszcza wątek rzekomej współpracy z PPR, który pojawia się w relacji Rażmowskiego i późniejszych publikacjach Gozdawy-Gołębiowskiego.

## Ustalenia na temat roli Armii Krajowej w powstaniu więźniów Treblinki
Polski i żydowski ruch oporu dysponowały stosunkowo szeroką wiedzą na temat obozu zagłady w Treblince, w tym na temat jego topografii, zastosowanych środków bezpieczeństwa, więźniów, napływu transportów oraz technik eksterminacji. Pewnym jest ponadto, że 27 stycznia 1943 roku komendant Obszaru Warszawskiego AK otrzymał od komendanta głównego AK, gen. Stefana Roweckiego ps. „Grot”, rozkaz w sprawie „rozpoznania obozów w Treblince i nadesłania wniosków co do możliwości dokonania napadu na obóz oraz plan organizacji tej akcji”. W archiwach nie udało się jednak odnaleźć wyników rozpoznania, które wywiad Obszaru Warszawskiego zapewne zdołał przeprowadzić, ani też ewentualnych wniosków na temat możliwości przeprowadzenia ataku na obóz zagłady i sąsiedni karny obóz pracy.
W zeznaniach i wspomnieniach ocalałych więźniów brak jest jakichkolwiek wzmianek na temat udziału Polaków w powstaniu w Treblince. Dotyczy to również najwcześniejszej z tych relacji – autorstwa Jankiela Wiernika – którą polskie podziemie opublikowało jeszcze przed zakończeniem okupacji. W zachowanych dokumentach AK brak jest danych, które potwierdzałyby, że utrzymywano kontakt z obozową konspiracją i przeprowadzono atak na obóz. W polskiej prasie konspiracyjnej, która w drugiej połowie 1943 roku publikowała artykuły o powstaniu w Treblince, brak jest informacji na temat polskiego udziału w tym zrywie. Na temat rzekomej akcji „Treblinka” nie wzmiankował m.in. gen. Tadeusz Komorowski ps. „Bór” w swej datowanej na 5 sierpnia 1943 roku depeszy do rządu RP na uchodźstwie, w której odnosił się do możliwości niesienia pomocy Żydom przez polską konspirację. Milczy na ten temat także raport Henryka Wolińskiego ps. „Wacław” z przełomu 1944/45 roku, który stanowił próbę podsumowania działań, które Armia Krajowa prowadziła w celu ratowania ludności żydowskiej.
O rzekomym ataku polskich partyzantów na Treblinkę brak jest również wzmianek w aktach śledztwa w sprawie zbrodni popełnionych w obozie, które zostało przeprowadzone przez Główną Komisję Badania Zbrodni Niemieckich jesienią 1945 roku. Milczą na ten temat źródła niemieckie. Nie wspominali o nim ponadto mieszkańcy okolic Treblinki, których relacje zebrał i opublikował Ryszard Czarkowski w książce Cieniom Treblinki (1989).
Brakuje także dowodów, które potwierdzałyby twierdzenia Stanisława Siwka, że 2 sierpnia 1943 roku dowodzony przezeń oddział pomógł dużej grupie Żydów w przeprawie przez Bug. W ocenie Teresy Prekerowej zachowane relacje zdają się raczej wskazywać, że takiej pomocy – za wynagrodzeniem – niekiedy udzielali uciekinierom miejscowi rybacy.
Na podstawie analizy zachowanych dokumentów konspiracyjnych Dariusz Libionka oceniał, że wywiad i dowództwo Armii Krajowej zostały zaskoczone udanym buntem więźniów Treblinki. Co więcej, fakt pojawienia się na wschodnim Mazowszu grup uzbrojonych uciekinierów przyjęto z pewnym niepokojem. Z kolei Jan Grabowski jest zdania, że na podstawie treści raportów węgrowskich struktur AK można wysnuć wniosek, że zarówno z punktu widzenia miejscowych konspiratorów, jak i centrali Polskiego Państwa Podziemnego, zagłada ludności żydowskiej była traktowana jako „zagadnienie drugorzędne”, a fakt pojawienia się na terenie powiatu węgrowskiego znacznej liczby żydowskich uciekinierów traktowano przede wszystkim w kategoriach problemu. Z tymi wnioskami polemizuje Alicja Gontarek, która m.in. zarzuca Grabowskiemu i Libionce powierzchowną kwerendę źródeł oraz selektywny dobór cytatów.
Relacje polskich kombatantów o kontaktach między obozową konspiracją a polskim ruchem oporu, a także ich relacje na temat przygotowań do ataku na obóz, są zdaniem Libionki mało wiarygodne i w wielu miejscach wzajemnie sprzeczne. Libionka nie wyklucza całkowicie, że pewne kontakty mogły zostać nawiązane przez Franciszka Ząbeckiego, jednakże w jego ocenie jest niemożliwe, aby polskie podziemie zaproponowało więźniom wywołanie powstania w obozie. Relacje na temat przemycania przez AK broni do obozu i udziału polskich partyzantów w walkach wokół Treblinki uznaje natomiast za „czystą fantastykę”. Grabowski twierdzenia o ataku partyzantów na obóz zagłady kwituje stwierdzeniem, że „zostały wyssane z palca, czyli od początku do końca stanowiły zwykłą konfabulację”. Równie mocno wypowiada się na ten temat Michał Wójcik, określając relację Rażmowskiego mianem „wierutnych kłamstw i łgarstw”.
Odmienne stanowisko zajmuje Alicja Gontarek. Nie przeczy ona, że w żydowskich relacjach, w konspiracyjnej prasie oraz w dokumentach AK brak jest wzmianek o polskiej pomocy zbrojnej dla Treblinki. Za niewiarygodną i zawierającą szereg konfabulacji uznaje również relację „Poraja”. Niemniej istnieją jej zdaniem dowody, które mogą wskazywać, że „partycypacja w buncie AK, a dokładnie Kedywu KG AK, była faktem”. Wskazuje w tym kontekście przede wszystkim na dwa dokumenty. Jednym z nich jest raport z czerwca 1943 roku, sporządzony przez komendanta Kedywu w Podokręgu Wschodnim Adama Kompowskiego ps. „Adam”, a przekazany dowódcy Kedywu Obszaru Warszawskiego Franciszkowi Hamankiewiczowi ps. „Rębisz”, w którym wśród celów do realizacji w ramach akcji sabotażowo-dywersyjnych na „najbliższe miesiące” wskazano zlikwidowanie „obozu dla Żydów nr 2 w Treblince”. Drugim jest Meldunek z odcinka walki konspiracyjnej za sierpień 1943 roku Kedywu KG AK, w którym znajduje się wzmianka o dokonaniu napadu na wartę w niewymienionym z nazwy „obozie żydowskim”, a którym to obozem zdaniem autorki mógł być jedynie obóz Treblinka II. Gontarek zastrzega jednocześnie, iż kwestia ta wymaga dalszych badań.